# Bemowo Piskie
Bemowo Piskie [bɛˈmɔvɔ ˈpʲiskʲɛ] (1945–1955 Karczmisko, deutsch Schlagakrug) ist ein Ort in der polnischen Woiwodschaft Ermland-Masuren, der zur Stadt- und Landgemeinde Biała Piska (Bialla, 1938–1945 Gehlenburg) im Powiat Piski (Kreis Johannisburg) gehört.

## Geographische Lage
Bemowo Piskie liegt im südlichen Osten der Woiwodschaft Ermland-Masuren im Südosten des militärischen Sperrbezirks des Truppenübungsplatzes Arys (heute polnisch Poligon Orzysz). Die nächste Stadt Orzysz (deutsch Arys) liegt 13 Kilometer in nordwestlicher Richtung, und die Kreisstadt Pisz (deutsch Johannisburg) ist 21 Kilometer in südwestlicher Richtung entfernt.

## Ortsname
Ursprünglich hieß das kleine Dorf Schlagakrug im Bezug auf den Wirtshausbesitzer Schlaga. 1945 erhielt der Ort die polnische Namensform Karczmisko (Karczma = polnisch für „Schänke“, „Wirtshaus“), und auf Anordnung Nr. 293 des Ministerpräsidenten vom 27. September 1955 die Ortsbezeichnung Bemowo Piskie – im Blick auf die militärische Bedeutung des Ortes wohl vom Namen des polnischen Generals Józef Bem (1794–1850) hergeleitet und mit dem auf die Zugehörigkeit zum Powiat Piski (Kreis Johannisburg) bezogenen Namenszusatz.

## Geschichte
Die spätere Kaserne Schlagakrug wurde 1561 gegründet, als der Ort dem Krüger Andreas Schlaga von Koslowen (1938–1945 Wildfrieden, polnisch Kozłowo, nicht mehr existent) verliehen wurde.
Schlagakrug war eine Ortschaft in der Gemeinde Oszywilken (1928–1945 Wolfsheide, polnisch Oszczywilki, nicht mehr existent) im Amtsbezirk Wiersbinnen (1938–1945 Stollendorf, polnisch Wierzbiny) im Kreis Johannisburg im Regierungsbezirk Gumbinnen (ab 1905 Regierungsbezirk Allenstein) in der preußischen Provinz Ostpreußen.
Im Zusammenhang der Errichtung des Truppenübungsplatzes Arys wurde Schlagakrug als Kaserne ausgebaut und genutzt. Als der Ort in Kriegsfolge 1945 mit dem gesamten südlichen Ostpreußen zu Polen kam, wurden die Gebäude des bis 1955 Karczmisko, danach Bemowo Piskie genannten Ortes weiterhin militärisch genutzt. Und noch heute ist Bemowo Piskie ein militärisches Basislager, seit 2017 auch mit ausländischen Militärangehörigen belegt. Bemowo Piskie ist Sitz eines Schulzenamtes (polnisch Sołectwo) und als solches eine Ortschaft im Verbund der Stadt- und Landgemeinde Biała Piska (Bialla, 1938–1945 Gehlenburg) im Powiat Piski (Kreis Johannisburg), bis 1998 der Woiwodschaft Suwałki, seither der Woiwodschaft Ermland-Masuren zugehörig.

## Militärbasis Bemowo Piskie
Die Nutzung des Truppenübungsplatzes Arys durch die deutsche Wehrmacht bis 1945 fand ihre Fortsetzung durch polnisches Militär. Bemowo Piskie liegt im Sperrbezirk. 1960 wurde hier ein Artillerie-Ausbildungszentrum (polnisch Ośrodek Szkolenia Specjalistów Artylerii) eingerichtet, dessen Bedeutung wuchs und 1978 (Centrum Szkolenia Specjalistów Wojsk Obrony Powietrznej Kraju) sowie 1992 (Centrum Szkolenia Specjalistów Wojsk Rakietowych) erweitert wurde.
Aufgrund der Aufrüstungsinitiative NATO Enhanced Forward Presence, die auf dem NATO-Gipfeltreffen am 8. und 9. Juli 2016 in Warschau beschlossen wurde, rückte Bemowo Piskie auch in den Fokus ausländischen Militärs. Am 30. März 2017 erreichte ein 1000 Soldaten starkes Truppenbataillon die Militärbasis Bemowo Piskie – mit Militärangehörigen aus Großbritannien, den USA, Rumänien und Kroatien. Es sollen noch weitere 400 Soldaten folgen. Die Begrüßung der NATO-Truppe erfolgte am 13. April 2017.

## Religionen

### Evangelisch
Vor 1945 war Schlagakrug in die evangelische Pfarrgemeinde Drygallen (1938–1945 Drigelsdorf, polnisch: Drygały) in der Kirchenprovinz Ostpreußen der Evangelischen Kirche der Altpreußischen Union eingepfarrt. Heute halten sich die evangelischen Kirchenglieder zur Kirche in Biała Piska (Bialla, 1938–1945 Gehlenburg), einer Filialkirche der Pfarrei in Pisz (Johannisburg) in der Diözese Masuren der Evangelisch-Augsburgischen Kirche in Polen.

### Römisch-katholisch
Vor 1945 gehörte Schlagakrug zur katholischen Pfarrgemeinde in Johannisburg (polnisch Pisz) im Bistum Ermland. Seit dem 27. März 1995 besteht in Bemowo Piskie eine Parafia wojskowa św. Brata Alberta Chmielowskiego (deutsch Militärpfarrei hl. Bruder Albert Chmielowski), die dem Militärdekanat Ermland-Masuren in der Diözese des Polnischen Militärordinariats untersteht.

## Verkehr
Bemowo Piskie ist über eine durch den militärischen Sperrbezirk führende Nebenstraße direkt mit der Stadt Orzysz (Arys) und dadurch mit den beiden polnischen Landesstraßen 16 und 63 sowie der Bahnstrecke nach Ełk verbunden. Außerdem liegt Bemowo Piskie an der Nebenstraße 1867N, die nach Drygały (Drygallen, 1938–1945 Drigelsdorf) zur Woiwodschaftsstraße 667 führt und eine Anbindung an die Bahnstrecke Olsztyn–Ełk herstellt.